# Thomas Joannes Stieltjes
Thomas Joannes Stieltjes, född 26 december 1856, död 31 december 1894, var en nederländsk matematiker. Han är känd för forskning om kedjebråk och Riemann-Stieltjes integralen. Thomas Stieltjes-institutet vid Leidens universitet är uppkallat efter honom.

## Biografi
Stieltjes föddes i Zwolle i Nederländerna och var son till Thomas Joannes Stieltjes senior, som var ingenjör och politiker. Han påbörjade sina universitetsstudier vid skolan i Delft 1873, men läste böcker av Carl Friedrich Gauss och Carl Gustav Jakob Jacobi istället för att gå på föreläsningar, vilket resulterade i att han misslyckades på examinationerna. Hans far var förtvivlad och lyckade skaffa en post åt sin son vid observatoriet i Leiden genom sin kontakt med  Hendricus Gerardus van de Sande Bakhuyzen.
Strax påbörjade Stieltjes en korrespondens med Charles Hermite och började mer och mer fokusera på matematik istället för astronomi, och 1883 började han undervisa i matematik vid Delfts universitet. 1885 flyttade han till Paris och 1886 fick han sin doktorstitel i matematik för sin avhandling om asymptotiska serier. Samma år påbörjade han en anställning vid Toulouse universitet.

## Forskning
Stieltjes forskning rörde nästan alla delar av matematisk analys, talteori och kedjebråk. Hans forskning ses som ett viktigt försteg till teorin om Hilbertrum. Av hans övriga resultat är speciellt hans arbeten inom diskontinuerliga funktioner, divergerande serier, differentialekvationer, interpolation, gammafunktionen och elliptiska funktioner.